# AVN Award for Best Three-Way Sex Scene - Boy/Boy/Girl
L'AVN Award for Best Three-Way Sex Scene - Boy/Boy/Girl è un premio pornografico assegnato agli attori impegnati in una scena a tre votata come migliore dalla AVN, l'ente che assegna gli AVN Awards, riconosciuti come i migliori premi del settore (paragonabile al Premio Oscar).
Come per gli altri premi, viene assegnato nel corso di una cerimonia che si svolge a Las Vegas, solitamente nel mese di gennaio, dal 2011.
Ha sostituito il vecchio premio AVN Award for Best Three-Way Sex Scene il quale è stato nuovamente assegnato dal 2022 mentre il Best Three-Way Sex Scene - Boy/Boy/Girl è stato rinominato in Best Tag-Team Sex Scene.

## Vincitori

### Anni 2010
| Anno | Vincitori                                   | Titolo                                  |
| ---- | ------------------------------------------- | --------------------------------------- |
| 2011 | Asa Akira Prince Yahshua Jon Jon            | Asa Akira Is Insatiable                 |
| 2012 | Asa Akira Toni Ribas Mick Blue              | Asa Akira Is Insatiable 2               |
| 2013 | Lexi Belle Ramón Nomar Mick Blue            | Lexi                                    |
| 2014 | Anikka Albrite James Deen Ramón Nomar       | Anikka                                  |
| 2015 | Allie Haze Ramón Nomar Mick Blue            | Allie                                   |
| 2016 | Carter Cruise Flash Brown Jason Brown       | Carter Cruise Obsession                 |
| 2017 | Kleio Valentien Tommy Pistol Charles Dera   | Suicide Squad XXX: An Axel Braun Parody |
| 2018 | Kendra Sunderland Jason Brown Ricky Johnson | Kendra’s Obsession                      |
| 2019 | Honey Gold Chris Strokes Jules Jordan       | Slut Puppies 12                         |

### Anni 2020
| Anno | Vincitori                               | Titolo                      |
| ---- | --------------------------------------- | --------------------------- |
| 2020 | Autumn Falls Jules Jordan Markus Dupree | Jules Jordan’s Three Ways   |
| 2021 | Emily Willis Prince Yahshua Rob Piper   | The Insatiable Emily Willis |
| 2022 | Gianna Dior Rob Piper Jax Slayher       | Psychosexual                |
| 2023 | Gianna Dior Mick Blue Steve Holmes      | Gianna 4 You                |